# Brisbane International 2014
Brisbane International 2014 byl společný tenisový turnaj mužského okruhu ATP World Tour a ženského okruhu WTA Tour, hraný v areálu Queensland Tennis Centre na otevřených dvorcích s tvrdým povrchem. Konal se na úvod sezóny mezi 29. prosincem 2013 až 5. lednem 2014 v brisbaneském Tennysonu jako šestý ročník turnaje.
Mužská polovina se řadila do kategorie ATP World Tour 250 a její dotace činila 511 825 amerických dolarů. Ženská část s rozpočtem 1 milion dolarů byla součástí kategorie WTA Premier Tournaments. Turnaj představoval první událost Australian Open Series s vrcholem – úvodním grandslamem roku, Australian Open.
Dne 24. července 2013 bylo oznámeno, že bývalá světová jednička a držitel 17 grandslamů Roger Federer potvrdil premiérový start na brisbaneském turnaji, když porušil tradiční účast na události hrané na Středním východě, kterou otevíral sezóny. Tato zpráva byla pasována „na největší prohlášení v historii Brisbane International“. Dalšími tenisty, kteří přislíbili účast se stali obhájkyně titulu Serena Williamsová, úřadující šampiónka Australian Open Viktoria Azarenková, finalistka Wimbledonu 2013 Sabine Lisická a historicky nejmladší mužská světová jednička Lleyton Hewitt.

## Rozdělení bodů a finančních odměn

### Rozdělení bodů
| Soutěž       | Vítězové | F   | SF  | ČF  | 16 v kole | 32 v kole | Q  | Q3 | Q2 | Q1 |
| ------------ | -------- | --- | --- | --- | --------- | --------- | -- | -- | -- | -- |
| dvouhra mužů | 250      | 150 | 90  | 45  | 20        | 0         | 12 | 6  | 0  | 0  |
| čtyřhra mužů | 250      | 150 | 90  | 45  | 0         |           |    |    |    |    |
| dvouhra žen  | 470      | 305 | 185 | 100 | 55        | 1         | 25 | 18 | 13 | 1  |
| čtyřhra žen  | 470      | 305 | 185 | 100 | 1         |           |    |    |    |    |

### Finanční odměny
| Soutěž            | Vítězové | Finále   | Semifinále | Čtvrtfinále | 16 v kole | 32 v kole | Q3     | Q2     | Q1     |
| ----------------- | -------- | -------- | ---------- | ----------- | --------- | --------- | ------ | ------ | ------ |
| dvouhra mužů      | $82 040  | $43 210  | $23 405    | $13 335     | $7 860    | $4 655    | $750   | $360   |        |
| čtyřhra mužů*     | $24 920  | $13 100  | $7 100     | $4 060      | $2 380    |           |        |        |        |
| dvouhra žen       | $196 670 | $104 890 | $56 298    | $21 780     | $11 681   | $6 371    | $3 327 | $1 770 | $1 003 |
| čtyřhra žen*      | $44 835  | $23 597  | $12 979    | $6 607      | $3 581    |           |        |        |        |
| * – částka na pár |          |          |            |             |           |           |        |        |        |

## Dvouhra mužů

### Nasazení
| Stát         | Hráč             | ATP1 | Nasazení |
| ------------ | ---------------- | ---- | -------- |
| Švýcarsko    | Roger Federer    | 6.   | 1.       |
| Japonsko     | Kei Nišikori     | 17.  | 2.       |
| Francie      | Gilles Simon     | 19.  | 3.       |
| Jižní Afrika | Kevin Anderson   | 20.  | 4.       |
| Bulharsko    | Grigor Dimitrov  | 23.  | 5.       |
| Španělsko    | Feliciano López  | 28.  | 6.       |
| Rusko        | Dmitrij Tursunov | 29.  | 7.       |
| Francie      | Jérémy Chardy    | 34.  | 8.       |

- 1 Žebříček ATP k 23. prosinci 2013.

### Jiné formy účasti
Následující hráčí obdrželi divokou kartu do hlavní soutěže:
- James Duckworth
- Samuel Groth

Následující hráči postoupili z kvalifikace:
- Thanasi Kokkinakis
- Júiči Sugita
- Ryan Harrison
- Marius Copil

The following players received entry as a lucky losers:
- Pierre-Hugues Herbert
- Alex Kuznetsov

### Odhlášení
před zahájením turnaje
- Kevin Anderson
- Nick Kyrgios
- Jürgen Melzer

## Mužská čtyřhra

### Nasazení
| Stát               | Hráč                 | Stát      | Hráč          | ATP1 | Nasazení |
| ------------------ | -------------------- | --------- | ------------- | ---- | -------- |
| Nizozemsko         | Jean-Julien Rojer    | Rumunsko  | Horia Tecău   | 38.  | 1.       |
| Polsko             | Mariusz Fyrstenberg  | Kanada    | Daniel Nestor | 45.  | 2.       |
| Spojené království | Jamie Murray         | Austrálie | John Peers    | 59.  | 3.       |
| Kolumbie           | Juan Sebastián Cabal | Kolumbie  | Robert Farah  | 91.  | 4.       |

- 1 Žebříček ATP k 23. prosinci 2013; číslo je součtem žebříčkového postavení obou členů páru.

### Jiné formy účasti
Následující páry obdržely divokou kartu do hlavní soutěže:
- Matthew Ebden /  Thanasi Kokkinakis
- Chris Guccione /  Lleyton Hewitt

## Ženská dvouhra

### Nasazení
| Stát          | Hráčka                    | WTA1 | Nasazení |
| ------------- | ------------------------- | ---- | -------- |
| Spojené státy | Serena Williamsová        | 1.   | 1.       |
| Bělorusko     | Viktoria Azarenková       | 2.   | 2.       |
| Rusko         | Maria Šarapovová          | 4.   | 3.       |
| Srbsko        | Jelena Jankovićová        | 8.   | 4.       |
| Německo       | Angelique Kerberová       | 9.   | 5.       |
| Dánsko        | Caroline Wozniacká        | 10.  | 6.       |
| Německo       | Sabine Lisická            | 15.  | 7.       |
| Španělsko     | Carla Suárezová Navarrová | 17.  | 8.       |
| Slovensko     | Dominika Cibulková        | 23.  | 9.       |

- 1 Žebříček WTA k 23. prosinci 2013.

### Jiné formy účasti
Následující hráčky obdržely divokou kartu do hlavní soutěže:
- Casey Dellacquová
- Olivia Rogowská

Následující hráčky postoupily z kvalifikace:
- Ashleigh Bartyová
- Alla Kudrjavcevová
- Alexandra Panovová
- Heather Watsonová
  -  Sie Šu-wej – jako šťastná poražená

### Odhlášení
před zahájením turnaje
- Caroline Wozniacká

v průběhu turnaje
- Ashleigh Bartyová
- Sabine Lisická

### Skrečování
- Anastasija Pavljučenkovová

## Ženská čtyřhra

### Nasazení
| Stát      | Hráčka            | Stát          | Hráčka                | WTA1 | Nasazení |
| --------- | ----------------- | ------------- | --------------------- | ---- | -------- |
| Česko     | Květa Peschkeová  | Slovinsko     | Katarina Srebotniková | 22.  | 1.       |
| Tchaj-wan | Sie Šu-wej        | Srbsko        | Jelena Jankovićová    | 23.  | 2.       |
| Austrálie | Ashleigh Bartyová | Austrálie     | Casey Dellacquová     | 23.  | 3.       |
| Tchaj-wan | Čan Chao-čching   | Spojené státy | Liezel Huberová       | 48.  | 4.       |

- 1 Žebříček WTA k 23. prosinci 2013; číslo je součtem žebříčkového postavení obou členek páru.

### Jiné formy účasti
Následující páry obdržely divokou kartu:
- Olivia Rogowská /  Monique Adamczaková
- Francesca Schiavoneová /  Carla Suárezová Navarrová

### Odlášení
v průběhu turnaje
- Ashleigh Bartyová

## Přehled finále

### Mužská dvouhra
- Lleyton Hewitt vs.  Roger Federer, 6–1, 4–6, 6–3

### Ženská dvouhra
- Serena Williamsová vs.  Viktoria Azarenková, 6–4, 7–5

### Mužská čtyřhra
- Mariusz Fyrstenberg /  Daniel Nestor vs.  Juan Sebastián Cabal /  Robert Farah, 6–7(4–7), 6–4, [10–7]

### Ženská čtyřhra
- Alla Kudrjavcevová /  Anastasia Rodionovová vs.  Kristina Mladenovicová /  Galina Voskobojevová, 6–3, 6–1